# Bart Lukkes
Bart Lukkes (11 de junio de 1992) es un deportista neerlandés que compite en remo.
Ganó una medalla de bronce en el Campeonato Mundial de Remo de 2019 y dos medallas en el Campeonato Europeo de Remo, en los años 2018 y 2019.

## Palmarés internacional
| Campeonato Mundial | Campeonato Mundial    | Campeonato Mundial | Campeonato Mundial  |
| Año                | Lugar                 | Medalla            | Prueba              |
| ------------------ | --------------------- | ------------------ | ------------------- |
| 2019               | Ottensheim (Austria)  | Medalla de bronce  | Cuatro scull ligero |
| Campeonato Europeo |                       |                    |                     |
| Año                | Lugar                 | Medalla            | Prueba              |
| 2018               | Glasgow (Reino Unido) | Medalla de bronce  | Cuatro scull ligero |
| 2019               | Lucerna (Suiza)       | Medalla de plata   | Cuatro scull ligero |